# Бела лађа (1. сезона)
Прва сезона телевизијске серије Бела лађа је премијерно емитована на Првом програму Радио телевизије Србије у периоду од 17. децембра 2006. до 27. маја 2007. године.

## Продукција
Према речима сценаристе Синише Павића, серија је већ пред почетак снимања примила велики ударац.
Наиме, Никола Симић је одбио улогу Димитрија Пантића, иако је, према Павићевим тврдњама, серија написана на његову молбу. Као разлог одбијања Симић је навео ангажман у серијама Агенција за СИС и Љубав, навика, паника на Телевизији Пинк, мада су Павић и продуцент Зоран Јанковић изјавили да је одустао када је све већ било договорено. Симића је заменио Петар Краљ, а сам лик је према Павићевом признању промењен након првог циклуса.

## Премиса
„Бела лађа“ је индиректни наставак филмског серијала „Тесна кожа“. Улогу Димитрија Пантића, уместо Николе Симића, који ју је тумачио у „Тесној кожи“, играо је Петар Краљ. У улози Пантићевог највећег противника Срећка Шојића, нашао се, као и у филмском серијалу, Милан Гутовић. За разлику од „Тесне коже“ у „Белој лађи“, главни актер није Пантић, већ Шојић. Он је бизнисмен и председник Странке здравог разума, коју финансира, Шојићев рођак по баби, Тихомир Стојковић „Тика Шпиц“ (Предраг Смиљковић). Његов заменик у странци је Пањковић (Драган Вујић), а његов вечити противник је Хаџи-Здравковић (Предраг Ејдус), председник странке „Демократска ренесанса“. Улази и у сумњиве послове са мафијом, мафијашким босом Озреном Солдатовићем (Душан Голумбовски), и његовом десном руком Аламуњом (Дејан Луткић). Породицу Пантић чине поред Димитрија, жена Персида (Љиљана Драгутиновић), синови Маринко (Миленко Заблаћански) и Блашко (Ненад Јездић), и кћерка Мирјана (Мирјана Мина Лазаревић). Маринко је разведен, док се Мира се преселила да живи код Пантића јер је пред ивицом развода; Маринко из брака има два сина, Филипа (Милош Биковић) и Мићу, а Мира са мужем Богојем има сина Кићу.

## Радња
Пантићеву амнезију, после ударца у главу који је овај добио, Шојић користи зарад сопствене политичке кампање. Ближе се парламентарни избори, а Шојићева „Странка здравог разума“ је, према већини истраживања јавног мњења, испод, мада близу цензуса. Њихов главни опонент је идеолошки дијаметрално супротна, „Странка демократске ренесансе“, која ипак стоји нешто боље у предизборним истраживањима. Цео циклус протиче у предизборној кампањи, а за Шојића убрзо почиње да ради целокупна Пантићева породица, чији сваки члан гледа сопствене интересе (нпр. Блашко Пантић покушава да направи бесплатну рекламу за фабрику сардине, у којој ради његов кум, током живог укључивања у политички дуел на телевизији). Несрећним сплетом околности, Пантић завршава у затвору, а Шојић га убеђује да ту отпочне штрајк глађу. Ипак, дан пред изборе, бива пуштен на слободу. Истовремено, Шојићев главни финансијер, Озрен Солдатовић, инсистира на томе да овај мора да представља његове интересе у новој влади, како би му опростио велики дуг. На крају циклуса, у скупштину успевају да уђу обе странке, али Пантић, другопласирани на Шојићевој листи, током конститутивне седнице почиње да се присећа пређашњих лоших односа са својим шефом, па га полива водом док је стајао на говорници, а потом напушта његов посланички клуб (самим тим и странку).

## Улоге
| Глумац                     | Улога                         | Епизоде                                                                           |
| -------------------------- | ----------------------------- | --------------------------------------------------------------------------------- |
| Милан Лане Гутовић         | Срећко Шојић                  | 1-24                                                                              |
| Петар Краљ                 | Димитрије Пантић              | 1, 2, 3, 4, 5, 6, 7, 8, 9, 10, 11, 12, 13, 15, 16, 18, 19, 20, 21, 22, 23, 24     |
| Ненад Јездић               | Благоје "Блашко" Пантић       | 1-24                                                                              |
| Љиљана Драгутиновић        | Персида Пантић                | 1, 2, 3, 4, 5, 6, 7, 8, 9, 10, 11, 12, 13, 14, 15, 16, 17, 20, 23, 24             |
| Мина Лазаревић             | Мирослава Мирковић            | 1, 3, 4, 5, 6, 7, 8, 9, 10, 11, 12, 13, 14, 15, 16, 17, 18, 19, 20, 23, 24        |
| Миленко Заблаћански        | Маринко Пантић                | 1, 2, 3, 4, 5, 6, 7, 8, 9, 11, 12, 14, 15, 16, 17, 18, 19, 21, 22, 23, 24         |
| Предраг Смиљковић          | Тихомир Стојковић "Тика Шпиц" | 1, 2, 3, 4, 5, 6, 7, 8, 9, 10, 11, 12, 13, 14, 16, 17, 18, 19, 20, 21, 22, 23, 24 |
| Дубравка Мијатовић         | Слађана Савић                 | 1, 2, 3, 4, 7, 8, 9, 10, 11, 12, 13, 15, 16, 17, 18, 19, 20, 21, 22, 24           |
| Небојша Илић               | Мирослав Станковић            | 1, 2, 4, 5, 6, 7, 10, 11, 12, 13, 14, 15, 16, 17, 18, 19, 20, 21, 22, 24          |
| Светлана Бојковић          | Јасмина Пантелић              | 3, 4, 7, 8, 9, 10, 11, 12, 13, 15, 16, 17, 18, 19, 22, 23                         |
| Милош Биковић              | Филип Пантић                  | 1, 2, 3, 4, 5, 6, 7, 8, 9, 11, 12, 13, 14, 15, 16, 20, 21, 22, 23, 24             |
| Александар Дунић           | Милорад Ћирковић "Ћирко"      | 2, 3, 5, 6, 9, 10, 11, 12, 13, 15, 16, 17, 18, 19, 20, 21, 22, 23, 24             |
| Дејан Луткић               | Густав Стојановић "Аламуња"   | 6, 7, 8, 10, 11, 12, 14, 15, 21, 22, 23, 24                                       |
| Предраг Ејдус              | Лазар Хаџиздравковић          | 5, 6, 8, 9, 12, 13, 14, 15, 20, 21, 22, 23, 24                                    |
| Драган Јовановић           | др Маричић                    | 11, 13, 14, 16, 17, 18, 19, 20, 21, 22, 23, 24                                    |
| Драган Вујић               | Здравко Пањковић              | 1, 3, 4, 7, 8, 11, 13, 19, 20, 23, 24                                             |
| Наташа Марковић            | Весна Јосић                   | 1, 2, 4, 5, 10, 11, 15, 17, 20, 22, 24                                            |
| Властимир Ђуза Стојиљковић | Гаврило Петричевић            | 3, 8, 10, 12, 17, 18, 19, 22, 23                                                  |
| Душан Голумбовски          | Озрен Солдатовић              | 7, 10, 12, 14, 15, 23, 24                                                         |
| Милан Томић                | Станимир Стојковић            | 2, 3, 4, 5, 9, 10, 11, 12, 16, 17, 18, 19, 20, 23, 24                             |
| Бранко Цвејић              | Симоновић                     | 12, 13, 15, 16, 21, 22                                                            |
| Јелена Чворовић            | Танкосава Тасић               | 13, 14, 18, 19, 20, 24                                                            |
| Александар Срећковић       | Богоје Мирковић               | 3, 4, 5, 8, 9, 10                                                                 |
| Радмила Томовић            | Констанца                     | 3, 5, 9, 10                                                                       |
| Јаков Јевтовић             | Пеђа                          | 1, 3, 6, 7, 9, 10, 13, 14, 16                                                     |
| Гојко Балетић              | адвокат Радован Шљивић        | 8, 9, 10, 22, 23, 24                                                              |
| Радомир Радосављевић       | стражар                       | 8, 10, 11, 12, 15                                                                 |
| Иван Босиљчић              | истражни судија Томић         | 9, 12, 13, 20, 22                                                                 |
| Милан Милосављевић         | Прикић                        | 9, 20, 21, 22, 23, 24                                                             |
| Раде Марјановић            | Грујица Грујовић              | 16, 17, 19, 22                                                                    |
| Татјана Торбица            | радница на пумпи              | 3, 6, 10, 13, 14, 16, 21                                                          |
| Радојко Јоксић             | Сретеновић                    | 5, 6, 8, 13, 20, 21, 22, 23, 24                                                   |
| Богдан Кузмановић          | Роки                          | 7, 10, 12                                                                         |
| Зоран Бабић                | Крља                          | 7, 8                                                                              |
| Зоран Ранкић               | судија Ракочевић              | 7, 8                                                                              |
| Оливера Ковачевић          | ТВ водитељка Оливера          | 14, 15, 24                                                                        |
| Валентина Чершков          | Наталија Вуковић              | 18, 19, 22                                                                        |
| Мира Бањац                 | Розалија Михајловић           | 21, 22, 23, 24                                                                    |
| Слободан Давинић           | Григорије                     | 21, 22, 23, 24                                                                    |
| Зоран Карајић              | доктор                        | 2, 3                                                                              |
| Тања Дивнић                | Гаврилова секретарица         | 3, 22                                                                             |
| Бранка Митић               | стрина Маца                   | 6, 7                                                                              |
| Добрила Илић               | Грујичина тетка               | 16, 17                                                                            |
| Јасмина Стоиљковић         | поручница Томашевић           | 18, 19                                                                            |
| Никола Крнета              | Саобраћајац                   | 1                                                                                 |
| Никола Протулипац          | Радован Рајковић              | 5                                                                                 |
| Михаило Лаптошевић         | Озренов телохранитељ          | 7                                                                                 |
| Веселин Стијовић           | адвокат Ђуровић               | 9                                                                                 |
| Предраг Милетић            | Јасминин комшија              | 11                                                                                |
| Анђелка Ристић             | Службеница у банци            | 17                                                                                |
| Бора Ненић                 | стражар                       | 18                                                                                |
| Миле Станковић             | Калоперовић                   | 24                                                                                |
| Драган Ђорђевић            |                               | 4                                                                                 |

## Списак епизода
Датум премијерног емитовања:
| Епизода | Премијерно емитовање |
| 1       | 17. децембар 2006.   |
| 2       | 24. децембар 2006.   |
| 3       | 31. децембар 2006.   |
| 4       | 31. децембар 2006.   |
| 5       | 7. јануар 2007.      |
| 6       | 14. јануар 2007.     |
| 7       | 28. јануар 2007.     |
| 8       | 4. фебруар 2007.     |
| 9       | 11. фебруар 2007.    |
| 10      | 18. фебруар 2007.    |
| 11      | 25. фебруар 2007.    |
| 12      | 4. март 2007.        |
| 13      | 11. март 2007.       |
| 14      | 18. март 2007.       |
| 15      | 25. март 2007.       |
| 16      | 1. април 2007.       |
| 17      | 8. април 2007.       |
| 18      | 15. април 2007.      |
| 19      | 22. април 2007.      |
| 20      | 29. април 2007.      |
| 21      | 6. мај 2007.         |
| 22      | 13. мај 2007.        |
| 23      | 20. мај 2007.        |
| 24      | 27. мај 2007.        |

## Занимљивости
- Први циклус је најпре најављен као филм, чији је радни наслов био Тесна кожа 5%[9], али је касније сценарио проширен и снимљена је серија са измењеном глумачком поставом.[10]
- Радни назив серије био је „Странка здравог разума“.[11]
- У серији је требало да гостује певачица Сека Алексић, али је према сопственом признању одбила понуду.[12]